# Fallaciella robusta
Fallaciella robusta là một loài Rêu trong họ Lembophyllaceae. Loài này được Tangney & Fife mô tả khoa học đầu tiên năm 2003.